# Midsomer Norton
Midsomer Norton är en stad och civil parish i Somerset i England, 16 km sydväst om Bath och 16 km nordöst om Wells. Staden har 10 458 invånare. 

## Utbildning
För barn upp till 11 år finns bland annat följande skolor: Midsomer Norton Primary, St. John's Church of England, Welton Primary, Longvernal Primary och Westfield Primary. För äldre åldrar (11-18 år) finns två skolor: Norton Hill School, som 1999 blev ett tekniskt college, och Somervale School som är ett konstcollege. 

## Kända personer från orten (ett urval)
- Peter Alexander, skådespelare[2]
- Thomas William Allies, historiker (1813–1903)
- Joan Beauchamp (1890–1964), suffragett
- Kay Beauchamp (1899–1992), kommunist